# Autigny (Sena Marítimo)
Autigny (Sena Marítimo) é uma comuna francesa na região administrativa da Normandia, no departamento de Sena Marítimo. 